# Ollachactia mucronata
Ollachactia mucronata là một loài ruồi trong họ Tachinidae.